# Llista de monuments de Benimaclet (València)
Monuments i béns immobles catalogats com a béns d'interés cultural (BIC) i béns immobles de rellevància local (BRL) del districte de Benimaclet de València.

## Monuments d'interés local
| Monument                                                           | Prot.? | Estil/època | Localització                              | Coordenades                                          | Codi?         | Imatge |
| ------------------------------------------------------------------ | ------ | ----------- | ----------------------------------------- | ---------------------------------------------------- | ------------- | --- |
| Cementeri de Benimaclet                                            | BRL    | ca.1889     | València Camí de les Fonts - camí de Vera | 39° 29′ 00″ N, 0° 21′ 01″ O / 39.483333°N,0.350278°O | 46.15.250-E82 | Cementeri de Benimaclet (València) · Vegeu més fotos d'aquest monument · Carregueu una nova foto d'aquest monument                              |
| Església parroquial de l'Assumpció de la Mare de Déu de Benimaclet | BRL    |             | València Pl. de Benimaclet, 2             | 39° 29′ 11″ N, 0° 21′ 33″ O / 39.486255°N,0.359148°O | 46.15.250-288 | Església parroquial de l'Assumpció de la Mare de Déu (València) · Vegeu més fotos d'aquest monument · Carregueu una nova foto d'aquest monument |

## Nuclis històrics tradicionals
| Monument                     | Prot.? | Estil/època    | Localització                 | Coordenades                                      | Codi?         | Imatge |
| ---------------------------- | ------ | -------------- | ---------------------------- | ------------------------------------------------ | ------------- | --- |
| Nucli primitiu de Benimaclet | BRL    | època islàmica | València Barri de Benimaclet | 39° 29′ 12″ N, 0° 21′ 36″ O / 39.486667°N,0.36°O | 46.15.250-404 | Nucli de Benimaclet (València) · Vegeu més fotos d'aquest monument · Carregueu una nova foto d'aquest monument |

## Espais etnològics d'interés local
| Monument                             | Prot.? | Estil/època | Localització                                                    | Coordenades                                          | Codi?          | Imatge |
| ------------------------------------ | ------ | ----------- | --------------------------------------------------------------- | ---------------------------------------------------- | -------------- | --- |
| Alqueria de Serra, Benimaclet        | BRL    | s.XVI-XVIII | València Entrada alqueria Serra, 3 i 4                          | 39° 29′ 07″ N, 0° 20′ 59″ O / 39.485347°N,0.349722°O | 46.15.250-E433 | Alqueria de Serra (València) · Vegeu més fotos d'aquest monument · Carregueu una nova foto d'aquest monument                    |
| Barraques de Panach                  | BRL    |             | València Camí de Farinós, límit amb Alboraia, a prop de la V-21 | 39° 29′ 15″ N, 0° 20′ 39″ O / 39.4875°N,0.344167°O   | 46.15.250-E432 | Barraques de Panach (València) · Vegeu més fotos d'aquest monument · Carregueu una nova foto d'aquest monument                  |
| Fumeral de l'antiga fàbrica El Prado | BRL    | ca.1940     | València Av. Catalunya                                          | 39° 29′ 04″ N, 0° 20′ 52″ O / 39.484511°N,0.347778°O | 46.15.250-E434 | Fumeral de l'antiga fàbrica El Prado (València) · Vegeu més fotos d'aquest monument · Carregueu una nova foto d'aquest monument |
| Fumeral del xalet Vista Alegre       | BRL    | 1840-1900   | València Carrer Guàrdia Civil, 17                               | 39° 28′ 58″ N, 0° 21′ 27″ O / 39.48275°N,0.357628°O  | 46.15.250-E413 | Fumeral del xalet Vista Alegre (València) · Vegeu més fotos d'aquest monument · Carregueu una nova foto d'aquest monument       |
| Molí de Farinós, Molí Nou            | BRL    | 1817        | València Sobre la séquia de Vera, junt al camí de Farinós       | 39° 29′ 23″ N, 0° 21′ 07″ O / 39.489736°N,0.352058°O | 46.15.250-E19  | Molí de Farinós (València) · Vegeu més fotos d'aquest monument · Carregueu una nova foto d'aquest monument                      |